# Фрёлих, Оскар
Эмиль Адольф Оскар Фрелих (нем. Emil Adolf Oskar Frölich, 23 ноября 1843, Берн — 6 июля 1909, Берлин) — немецкий электротехник, специалист в области телеграфии, электрохимии, заведовал лабораторией Сименса и Гальске в Берлине. Занимался изучением вопроса о температуре Земли, небесного пространства и Солнца, об электрических колебаниях, теории динамо-машин, измерении электричества и др.